# 澤巴 (密歇根州)
澤巴（英語：Zeba）是位於美國密歇根州巴拉加縣的一個普查規定居民點。

## 人口
根據2020年美國人口普查的數據，澤巴的面積為9.38平方千米，當中陸地面積為9.35平方千米，而水域面積為0.03平方千米。當地共有人口397人，而人口密度為每平方千米42.32人。